# يان إنغفر كالسين براكر
يان إنغفر كالسين براكر (بالألمانية: Jan-Ingwer Callsen-Bracker) (مواليد 23 سبتمبر 1984 في تشليسفيغ - ألمانيا الغربية) لاعب كرة قدم ألماني يلعب حاليا لصالح نادي الدرجة الأولى بوروسيا مونشنغلادباخ الألماني منذ 2008 في مركز قلب الدفاع .

## روابط خارجية
- يان إنغفر كالسين براكر على موقع الاتحاد الأوربي (الإنجليزية)
- يان إنغفر كالسين براكر على موقع قاعدة بيانات كرة القدم.إي يو (الإنجليزية)
- يان إنغفر كالسين براكر على موقع بيانات كرة القدم. دي إي (الألمانية)
- يان إنغفر كالسين براكر على موقع Soccerway.com (الإنجليزية)
- يان إنغفر كالسين براكر على موقع عالم كرة القدم.نت (الإنجليزية)
- يان إنغفر كالسين براكر على موقع كووورة
- يان إنغفر كالسين براكر على موقع AS.com (الإسبانية)